# العلاقات البيروية الفنزويلية
العلاقات البيروفية الفنزويلية هي العلاقات الثنائية التي تجمع بين بيرو وفنزويلا.

## مقارنة بين البلدين
هذه مقارنة عامة ومرجعية للدولتين:
| وجه المقارنة                                              | بيرو                                   | فنزويلا                                  |
| --------------------------------------------------------- | -------------------------------------- | ---------------------------------------- |
| المساحة (كم2)                                             | 1.29 مليون                             | 916.45 ألف                               |
| عدد السكان (نسمة)                                         | 32.16 مليون                            | 28.87 مليون                              |
| الكثافة السكانية (ن./كم²)                                 | 24.93                                  | 31.5                                     |
| العاصمة                                                   | ليما                                   | كاراكاس                                  |
| اللغة الرسمية                                             | اللغة الإسبانية، اللغة الأيمرية، كتشوا | اللغة الإسبانية، لغة الإشارة الفنزويلية ‏ |
| العملة                                                    | سول بيروفي جديد                        | بوليفار فنزويلي                          |
| الناتج المحلي الإجمالي (بليون دولار)                      | 211.39 مليار                           | 482.36 مليار                             |
| الناتج المحلي الإجمالي (تعادل القوة الشرائية) بليون دولار | 393.13 مليار                           |                                          |
| الناتج المحلي الإجمالي الاسمي للفرد دولار أمريكي          | 6.03 ألف                               |                                          |
| الناتج المحلي الإجمالي للفرد دولار أمريكي                 | 11.99 ألف                              |                                          |
| مؤشر التنمية البشرية                                      | 0.740                                  | 0.762                                    |
| رمز المكالمات الدولي                                      | +51                                    | +58                                      |
| رمز الإنترنت                                              | .pe                                    | .ve                                      |
| المنطقة الزمنية                                           | توقيت بيرو، 00                         | 00                                       |

## مدن متوأمة
في ما يلي قائمة باتفاقيات التوأمة بين مدن بيروفية وفنزويلية:
- ترتبط اوكسابامبا مع Colonia Tovar [الإنجليزية]‏ باتفاقية توأمة.
- ترتبط تروخيو مع تروخيو [الإنجليزية]‏ باتفاقية توأمة.
- ترتبط أريكيبا مع إل توكويو باتفاقية توأمة.
- ترتبط Pozuzo [الإنجليزية]‏ مع Colonia Tovar [الإنجليزية]‏ باتفاقية توأمة.
- ترتبط بايتا مع كاراكاس باتفاقية توأمة.

## منظمات دولية مشتركة
يشترك البلدان في عضوية مجموعة من المنظمات الدولية، منها:
| علم المنظمة | اسم المنظمة                                                          | تاريخ انضمام بيرو | تاريخ انضمام فنزويلا |
| ----------- | -------------------------------------------------------------------- | ----------------- | -------------------- |
|             | وكالة ضمان الاستثمار متعدد الأطراف                                   | 2 ديسمبر 1991     | 9 مايو 1994          |
|             | منظمة الشرطة الجنائية الدولية                                        | ?                 | ?                    |
|             | منظمة حظر الأسلحة الكيميائية                                         | ?                 | ?                    |
|             | اتحاد دول أمريكا الجنوبية                                            | ?                 | ?                    |
|             | منظمة التجارة العالمية                                               | ?                 | ?                    |
|             | البنك الدولي للإنشاء والتعمير                                        | 31 ديسمبر 1945    | 30 ديسمبر 1946       |
|             | الأمم المتحدة                                                        | 31 أكتوبر 1945    | 15 نوفمبر 1945       |
|             | مؤسسة التمويل الدولية                                                | 20 يوليو 1956     | 28 ديسمبر 1956       |
|             | يونسكو                                                               | 21 نوفمبر 1946    | 25 نوفمبر 1946       |
|             | الاتحاد البريدي العالمي                                              | ?                 | ?                    |
|             | المنظمة الهيدروغرافية الدولية                                        | ?                 | ?                    |
|             | وكالة حظر الأسلحة النووية في أمريكا اللاتينية ومنطقة البحر الكاريبي ‏ | ?                 | ?                    |
|             | الاتحاد الدولي للاتصالات                                             | 12 يوليو 1915     | 13 أغسطس 1920        |

## وصلات خارجية
- موقع وزارة الخارجية البيروفية
- موقع وزارة الخارجية الفنزويلية